# San Rafael (estación)
San Rafael es una de las estaciones que forman parte del Ferrocarril Suburbano de la Zona Metropolitana del Valle de México.
Se ubica en el Municipio de Tlalnepantla de Baz, en el Estado de México.

## Historia
La estación San Rafael se inauguró el 2 de junio de 2008 como parte del primer tramo del sistema 1 del Ferrocarril Suburbano de la Zona Metropolitana del Valle de México, que va desde Buenavista en la Ciudad de México hasta la estación Cuautitlán en el Estado de México.
Antes de su construcción, la mayor parte del área era tierra yerma, a excepción de las fábricas cercanas. En la zona también se pueden encontrar viviendas ilegales. Una vez anunciada la construcción de la estación San Rafael y posterior a la inauguración de la misma, se desarrollaron varios proyectos habitacionales en la zona.
Durante sus primeros años de operación, la estación de San Rafael reportó muy pocos pasajeros. En ocasiones, los trenes se detenían en la estación como es costumbre, pero no abrían las puertas, ya que no había pasajeros en la estación.
En 2009, entre San Rafael y la estación Lechería, chocaron dos trenes, dejando alrededor de 100 heridos.

## Conectividad

### Conexiones
Existen conexiones con las estaciones y paradas de diversos sistemas de transporte:
- La estación cuenta con un CETRAM.